# جيمس بي. ستيل
جيمس بي. ستيل (بالإنجليزية: James B. Steele)‏ هو صحفي أمريكي، ولد في 3 يناير 1943 في هتشنسون في الولايات المتحدة.

## وصلات خارجية
- جيمس بي. ستيل على موقع إن إن دي بي (الإنجليزية)